# City Hall (bande dessinée)
Pour les articles homonymes, voir City Hall.
City Hall est un manga français écrit par Rémi Guérin et dessiné par Guillaume Lapeyre. Il est publié chez Ankama Éditions et compte sept tomes parus de 2012 à 2015.

## Synopsis
L'histoire se déroule dans un XXe siècle alternatif.
Au XVIIe siècle se produit un phénomène étrange et inexpliqué : le fait d'écrire la description d'un être sur papier donne naissance à cet être appelé « coupure de papier », ou papercut. Selon la qualité de la description, et donc le talent de l'écrivain, la créature est un pantin aux possibilités d'action restreinte ou bien un être puissant et capable d'initiative. Cette possibilité a fini par être utilisée à des fins militaires et a débouché sur la Grande Guerre, qui s'est déroulée d'environ 1700 à 1750. À la suite de cet événement, l'apprentissage de l'écriture a été interdit et les stocks de papier détruits.
La technologie, essentiellement basée sur la vapeur, se développe. L'absence d'écriture est compensée par la création d'audio-livres, des phonographes, le son étant gravé sur des rouleaux de cire ou d'acier, et qui servent de support aux journaux et à la littérature.
L'histoire se passe au début du XXe siècle. Un auteur criminel utilise des papercuts pour commettre ses méfaits à Londres. Jules Verne et Arthur Conan Doyle sont chargés de l'enquête.

## Personnages
Jules Verne
Célèbre écrivain numérique qui se voit confier le dernier carnet du pays pour retrouver Black Fowl. C'est le personnage principal de l'histoire.
Arthur Conan Doyle
Élève et ami de Jules Verne, il est choisi par ce dernier pour l'aider à accomplir sa mission. Il est écrivain apprenti et possède un talent de déduction inouï.
Amélia Earhart
C'est l'aviatrice et espionne a qui incombe la charge de protéger Jules Verne et Arthur Conan Doyle contre l'obscur Lord et contre eux-mêmes !
Carlton Lester
Chef de la police chargé d'enquêter sur le meurtre du Ministre des Finances, c'est lui qui va contacter City Hall après avoir découvert une feuille de papier à moitié calcinée sur le corps de la victime.
Malcolm Little
C'est le maire de Londres. Il va faire appel à Jules Verne pour retrouver Black Fowl.
Black Fowl
On ignore l'identité de cet homme au masque de corbeau, mais on sait qu'il est l'assassin du Ministre des Finances. Il sait écrire sur du papier tout comme Jules Verne, mais il utilise ce savoir pour faire des dégâts dans Londres.
Pierre Verne
C'est le père de Jules Verne. Il est retenu en otage par Black Fowl et il connaît des informations que Black Fowl essaie de lui soutirer.
Les papercut
Créatures créées lorsque des personnes écrivent sur du papier.

## Analyse de l’œuvre

### Inspiration et création
Les auteurs ont choisi le format manga pour sa grosse pagination qui permet de développer un univers et des personnages plus élaborés qu'avec un format classique. En effet, les auteurs ayant adoré le manga Death Note qui contient énormément de texte, ils ne se sont pas posés de limite sur ce point-là. Tout comme Death Note, l'histoire est centrée sur l'écriture sur du papier, même si les thèmes sont inversés entre les deux : la mort dans Death Note et la création de vie dans City Hall.
On peut aussi voir une influence de La Ligue des gentlemen extraordinaires d'Alan Moore dans l'utilisation de personnalités de renom[réf. nécessaire]. La différence est que ceux de City Hall sont des personnes ayant réellement existé (Jules Verne, Arthur Conan Doyle, Malcolm X, entre autres) comme des personnages fictifs (c'est le cas du papercut de Mary Shelley, Victor).
Le projet a longtemps été refusé par les éditeurs français car le format manga ne semblait pas suffisamment attractif même si l'histoire était intéressante. Seules les éditions Ankama ont aidé les auteurs à mener à bien leur projet. À l'origine, la série était prévue en trois tomes. Cependant, à la suite du succès, un second cycle a été annoncé en janvier 2013 et est publié à partir d'octobre 2013.
Le personnage du visiteur du Futur fait aussi une brève apparition dans le manga, au côté de François Descraques. Il bénéficie aussi d'une mini-histoire dans un bonus de fin de volume 4 du manga.

### Réception critique
La série a reçu le prix D-Lire Canal BD 2012.

## Liste des volumes
1. Tome 1, 14 juin 2012, 192 p.   (ISBN 978-2-35910-312-0)
2. Tome 2, 24 septembre 2012, 192 p.   (ISBN 978-2-35910-314-4)
3. Tome 3, 18 avril 2013, 192 p.   (ISBN 978-2-35910-382-3)
4. Tome 4, 24 octobre 2013, 190 p.   (ISBN 978-2-35910-456-1)
5. Tome 5, 23 mai 2014, 192 p.   (ISBN 978-2-35910-475-2)
Avec Stéphane Richard aux couleurs et Camille Pradère au lettrage.
6. Tome 6, 21 novembre 2014, collection Kuri, 174 p.   (ISBN 978-2-35910-519-3)
7. Tome 7, 19 juin 2015, collection Kuri, 192 p.   (ISBN 978-2-35910-521-6)

- City Hall Notebook, 24 octobre 2016, 96 p.   (ISBN 978-2-359-10484-4)

En Espagne, la série est publiée par Letrablanka.

## Produits dérivés

### Jeu de rôle

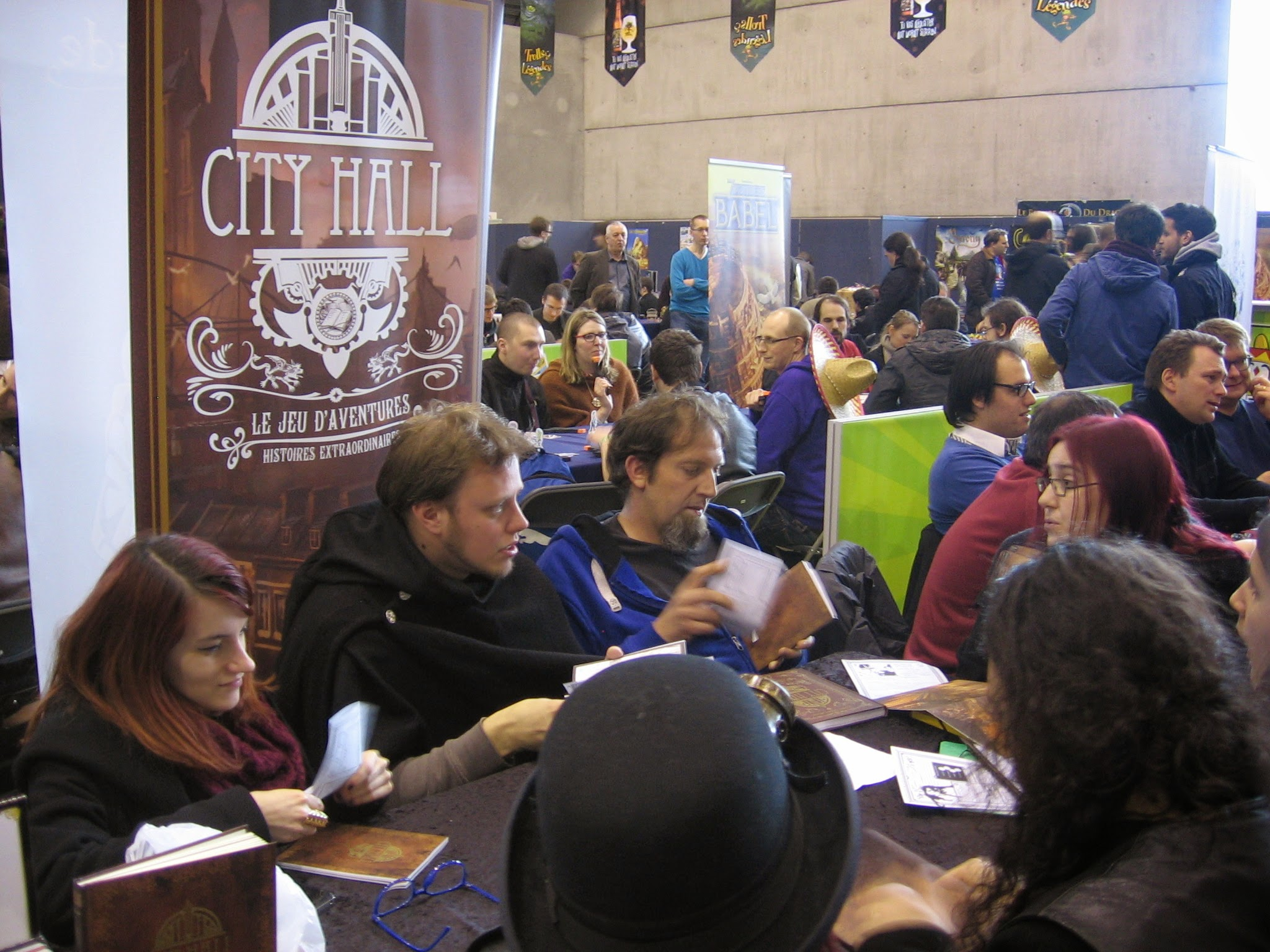
Stand du jeu City Hall : Le Jeu d'aventures à la Trolls et légendes 2015.

En septembre 2014 est paru un jeu de rôle sur table d'initiation se déroulant dans l'univers du jeu, et créé par Laurent Devernay.
Le jeu se déroule avant l'époque de la bande dessinée : à Londres, en 1851, durant la préparation de l'Exposition universelle. Les joueurs y incarnent des membres de Nostromo, la police chargée de traquer les écrivains clandestins et dont le quartier général se trouve dans la Peel Tower à Londres. Ils bénéficient pour cela des gadgets créés par H. G. Wells, le responsable du laboratoire de Nostromo, et sont entraînés par Robert Louis Stevenson qui leur oppose de féroces papercuts.
Le Nostromo est un organisme issu de la Grande Guerre. Il avait été mis en sommeil, mais a été réactivé à la suite de la tentative d'assassinat de la reine Victoria par un papercut d'Edgar Allan Poe ; son organisation a été confiée à Robert Peel. Le papier commence à faire sa réapparition de manière clandestine, probablement en provenance de Chine. Devant la recrudescence de méfaits d'auteurs, Robert Peel décide d'intégrer des écrivains à Nostromo. En fait, les écrivains démasqués se voient proposer le choix entre intégrer Nostromo ou être exécutés. Une équipe d'intervention comporte donc un écrivain, assisté — et surveillé — par d'autres agents. Ceux-ci sont majoritairement issus des basses couches de la société et voient dans cette unité de police la possibilité de s'extraire de la misère.
Le jeu cible les novices en jeu de rôle ; en particulier, il propose un scénario pas-à-pas appelé « tutoriel », avec des personnages prétirés. La création des personnages se fait en choisissant une vocation (profession, archétype), et en répartissant des points dans ses quatre traits (vigueur, mouvement, esprit et charisme) et dans des compétences (comme corps à corps, enquête, intimidation, médecine…).
La résolution des actions se fait avec des dés à six faces (d6) : pour une action combinant un trait et une compétence, le joueur jette autant de dés que la valeur de la compétence, et chaque résultat inférieur ou égal au trait est une réussite (un « 1 » compte pour deux réussites). Plus le joueur fait de réussites, plus l'action est réussie de manière brillante ; en cas de confrontation entre deux personnages, c'est celui qui obtient le plus de réussites qui l'emporte.
En combat, l'attaquant doit obtenir au moins autant de réussites que la valeur de mouvement du défenseur. S'il est touché, le défenseur peut renoncer à son attaque, ou bien engager des jetons d'initiative, pour faire un jet de défense et diminuer les dégâts. Les dégâts dépendent du nombre de réussites, de la vigueur de l'attaquant pour une action de corps à corps, de la vigueur du défenseur, et de modificateurs octroyés par l'arme et l'armure. À chaque tour de combat, un personnage dispose de jetons d'initiative qu'il peut engager pour avoir des actions supplémentaires ou des bonus.
- Laurent Devernay, Rémi Guérin et Guillaume Lapeyre, City Hall, le jeu d'aventures : Histoires extraordinaires. Le livre univers, Ankama, septembre 2014, 192 p., 18×23 (ISBN 978-2-35910-509-4, présentation en ligne)
- Laurent Devernay, Stéphane Gallay, Rémi Guérin et Guillaume Lapeyre, City Hall, le jeu d'aventures : Missions extraordinaires, Ankama et 2d sans faces, septembre 2014, 64 p., 18×23 (ISBN 978-2-35910-511-7, présentation en ligne) Écran du meneur de jeu 3 volets 54×23 et livret de scénario 64 p.

### Série d'animation
Ankama annonce au Festival international du film d'animation d'Annecy de 2015 le projet d'une série « mi-animation mi-live » basée sur City Hall.

### Série manfra dérivée
Une série dérivée intitulée City Hall: Icons, écrite par Rémi Guérin avec Gary Vanaka au dessin, était prévue à l'origine pour 2016.